# أنثروبيك
أنثروبيك (بالإنجليزية: Anthropic) هي شركة ذكاء اصطناعي ناشئة أمريكية من إنشاء أعضاء سابقين لشركة أوبن أيه آي. تختص الشركة بالنماذج اللغوية الكبيرة والذكاء الاصطناعي العام، وقد قامت بإنشاء روبوت الدردشة كلود، والذي اعتمد اعتمادًا كبيرًا على خبرات الموظفين السابقة الذين استمدوها خلال تطوير شات جي بي تي.

## التاريخ
نشأت أنثوربيك في عام 2021 من قبل الأخوين دانييلا وداريو أمودي، وهما عضوان رفيعا المستوى في أوبن أيه آي. وقد غادرا إثر بعض الخلافات التي تتعلق بإدارة الشركة، وعلى وجه الخصوص العقود التي أبرمتها الشركة مع مايكروسوفت في 2019.
في نهاية 2022، فاقت الاستثمارات في الشركة ما يراوح $700 مليون دولارًا أمريكي. وفي 25 سبتمبر 2023، أعلنت شركة أمازون عن استثمار مبلغ $4 مليارات دولارًا أمريكي، مقابل قيام أنثروبيك بعرض خدماتها لزبائن أمازون ويب كجزء من الصفقة. وفي الشهر الذي يليه قامت شركة جوجل باستثمار مبلغ مقداره $500 مليون دولارًا أمريكيًا، ووعدت باستثمارات مستقبلية تفوق $1.5 مليار دولار.